# Redder Bruch
Koordinaten: 51° 40′ 27″ N, 7° 18′ 45″ O
Das Naturschutzgebiet Redder Bruch liegt auf dem Gebiet der Stadt Datteln im Kreis Recklinghausen in Nordrhein-Westfalen. 
Das aus zwei Teilflächen bestehende Gebiet erstreckt sich nordwestlich der Kernstadt von Datteln und nördlich von Redde. Am westlichen Rand des Gebietes verläuft die Kreisstraße K 30, westlich die Landesstraße L 889 und östlich die L 609. Östlich fließt auch der Wesel-Datteln-Kanal.

## Bedeutung
Das etwa 51,3 ha große Gebiet wurde im Jahr 1993 unter der Schlüsselnummer RE-030 unter Naturschutz gestellt. Schutzziele sind
- der Erhalt eines störungsarmen Wald-Offenland-Biotopkomplexes mit naturnahen Gewässerbiotopen als großflächiger Refugialbiotop innerhalb der bäuerlich geprägten Kulturlandschaft zwischen dem Siedlungsraum von Datteln und der Haard und
- die ökologische Optimierung durch extensive landwirtschaftliche Nutzung des Offenlandes und naturnahe Waldbewirtschaftung unter Förderung von Alt- und Totholz.[2]